# Elias de Assis
Frei Elias de Assis, ou Frei Elias de Cortona era um franciscano italiano e político, muito próximo de São Francisco de Assis e foi um dos seus primeiros seguidores. Nasceu em Assis entre os anos 1178-1180 e morreu no dia 22 de abril de 1253 na cidade de Cortona.

## Biografia

### Juventude e Ingresso na Ordem Franciscana
Segundo a crônica de Frei Salimbene de Adam, Frei Elias tinha como sobrenome Bonusbaro, seu pai de  Bolonha e sua mãe de Assis. Antes de se tornar um frade, Elias trabalhou no ofício de fabricação de colchões de seu pai e também ensinou aos jovens de Assis a ler o Saltério. Mais tarde, segundo Thomas de Eccleston, Elias foi notário, em Bolonha, onde sem dúvida se dedicou ao estudo. Ele não era um clérigo e nunca se tornou um padre, mas era um irmão leigo com habilidades organizacionais significativas.
Elias parece ter sido um dos primeiros companheiros de São Francisco de Assis. A hora e o local de seu encontro com o santo são incertos: pode ter sido em Cortona em 1211, como diz Luke Wadding. É certo, porém, que desde o início ocupou um lugar de destaque entre os frades. Depois de uma curta estadia na Toscana, Elias foi enviado em 1217 como chefe de um grupo de missionários ao Oriente Próximo, e dois anos depois tornou-se o primeiro provincial da então extensa província da Síria. Embora não esteja claro qual a natureza ou extensão do trabalho de Elias no Oriente, parece que os três anos que ele passou lá o impressionaram profundamente.
Quando São Francisco estava a morrer, ele dirigiu estas palavras a Frei Elias, conforme transcrito pelo biografo oficial da Ordem Frei Tomás de Celano: "Abençoo-te, filho, em tudo e por tudo; e como o Altíssimo, sob a sua direção, fez meus irmãos e filhos numerosos, assim por você e em você, eu os abençoo a todos. Deus te abençoe no céu e na terra, Rei de todas as coisas. Eu te abençoo como posso e mais do que está em meu poder, e o que eu não posso fazer, aquele que pode fazer tudo pode fazer em você. Deus se lembre do seu trabalho e do seu trabalho e reserve o seu salário no dia da retribuição dos justos. Que você encontre todas as bênçãos que deseja e que suas justas perguntas sejam respondidas."

### Ministro Geral da Ordem

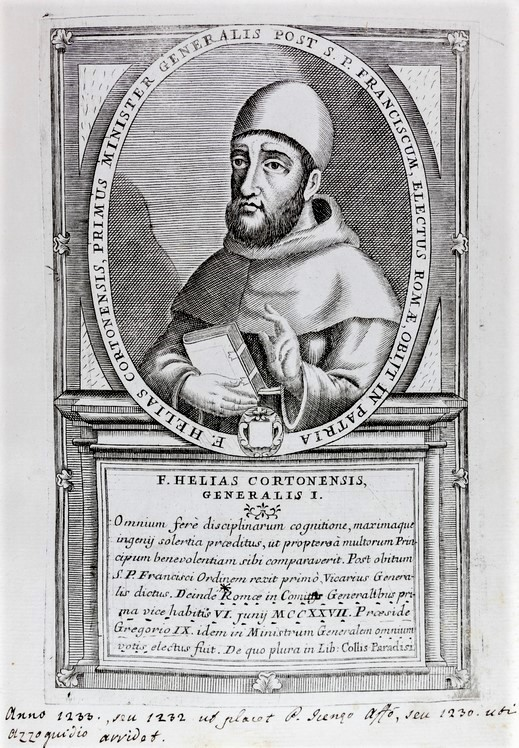
Retrato posterior de Frei Elias de Assis

Após a morte de São Francisco, Frei Elias continuou sua função de Ministro Geral da Ordem dos Frades Menores, quase imediatamente, ele foi um ponto de controvérsia e criou uma divisão dentro da Ordem.  Alguns de seus críticos mais ferozes foram os primeiros companheiros de São Francisco, como o Frei Egídio, Frei Masseu e o Frei Leão. A situação piorou quando Frei Elias, juntamente com o Papa Gregório IX começaram a construir a Basílica de São Francisco de Assis, inclusive toda a parte arquitetural foi projetada e supervisionada por Frei Elias.
Durante sua administração, Elias trabalhou arduamente para promover o crescimento da Ordem. Ele despachou frades para novas terras, autorizou a construção de grandes residências de estilo monástico nas cidades, criou centros de estudo e incentivou o clericalismo. Tal situação trouxe duas consequência: a) atrito com clero local, pois os fieis preferiram o serviço dos frades e b) revolta com os frades, criando um movimento dos “espirituais”

### Relações com o Imperador Frederico II
Por volta de 1238, o Papa Gregório IX enviou Frei Elias como embaixador do excomungado  Frederico II, aparentemente, como resultado, Elias tornou-se um apoiador do imperador. Devido a isso, foi realizado um Capítulo Geral da Ordem(1239) em Roma, onde ele foi desposto e eleito Frei Alberto de Pisa. De acordo com relatos, Frei Haymo de Faversham e Frei Elias foram os que mais discutiram. Depois, com a continua relação com o Imperador Frederico II, Frei Elias foi ex-comungado e expulso da Ordem em 1240

### Cortona e Morte
Diante da situação que se encontrava, Frei Elias decide se exilar na cidade de Cortona e inicia a construção de uma nova igreja, dedicada a São Francisco de Assis, na qual guardou uma relíquia da Santa Cruz, trazida de volta com ele pela viagem a Bizâncio. Nos últimos anos de sua vida, em 1250, ele se reaproxima com o papado e lhe foi retirada a excomunhão e também houve a reconciliação com a Ordem Franciscana, por mediação de Santa Clara de Assis. Morreu em Cortona no dia 22 de abril de 1253.

### Legado e Campanha negativa
Após a sua morte, teve início uma forte campanha negativa, impulsionada pelo movimento dos espirituais. Devido a isso, fica difícil traçar uma verdadeira biografia do frade. Diante de vários documentos tendenciosos, se destacam: A Crônica de Frei Salimbene de Adam e a Crônica de Tomás de Eccleston. A atribuição a ele, como autor de alguns manuscritos alquimistas é frequentemente questionada pela crítica moderna.

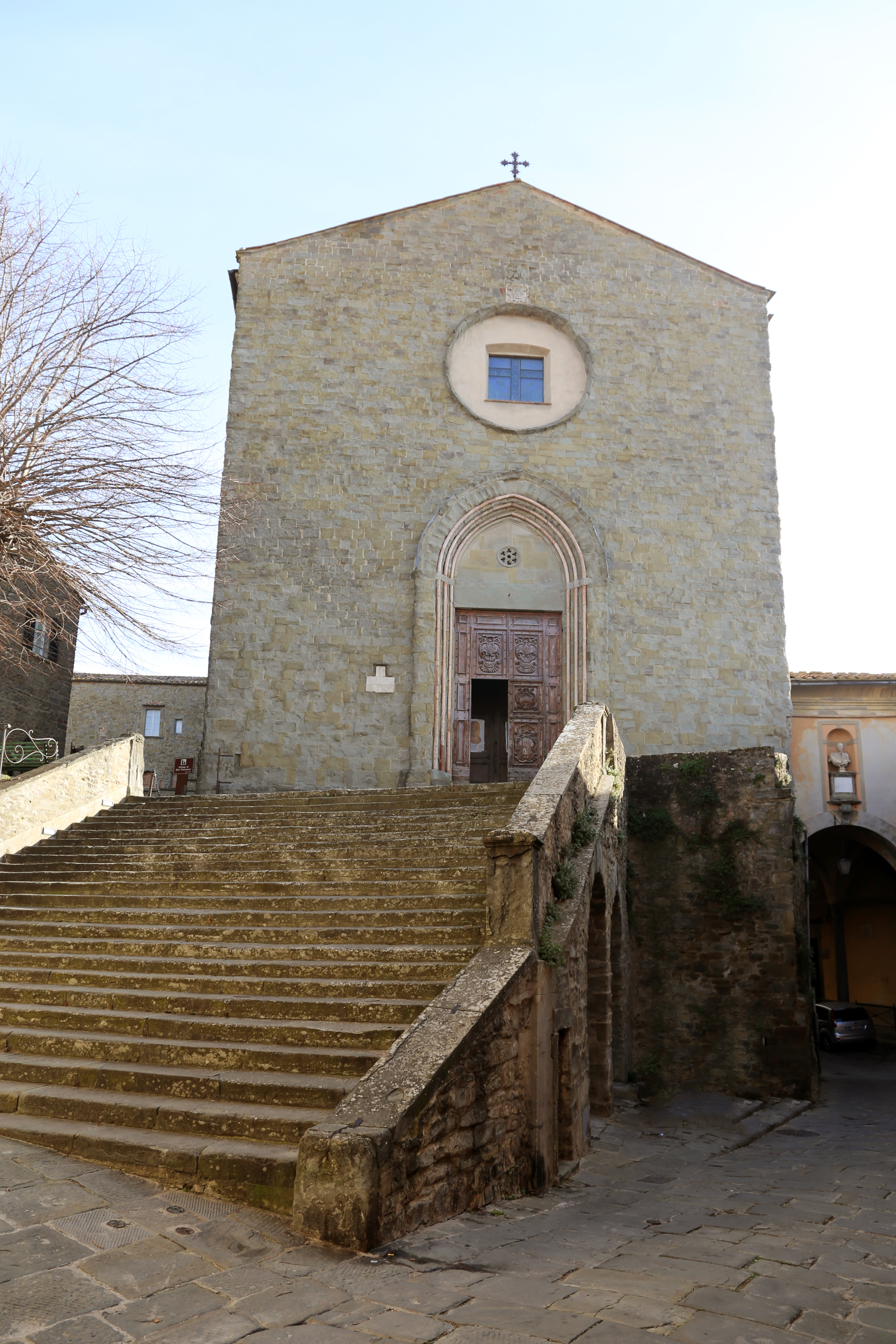
Igreja de São Francesco - Cortona

## Igreja de São Francisco de Cortona
A Igreja foi construída sobre um grande terraço artificial provavelmente romano, e foi iniciada em 1246 em terreno doado pela Câmara Municipal de Cortona a Frei Elias, que provavelmente foi também o projetista da igreja, já oficializada em 1254, mas consagrada apenas em 1374, conforme consta em a placa na fachada. Atualmente, ela é administrada pela Ordem dos Frades Menores Conventuais.
A fachada conserva o portal pontiagudo recortado, com três pequenas colunas na abertura, e a veneziana de um grande olho. Na abside, são visíveis os perfis das janelas gradeadas góticas parcialmente muradas. Do lado esquerdo avista-se a ala oriental do claustro onde se encontram duas janelas gradeadas, agora muradas, e uma porta em arco pontiagudo, referente à casa do capítulo. A Igreja guarda o corpo de Frei Elias, como também a relíquia da Santa Cruz e o habito de São Francisco, doado pela Frei Jacopa.